# Малаховский, Владислав Теофилович
Владислав Теофилович Малаховский (бел. Уладзіслаў Малахоўскі, 26 мая 1837, Мацы, Кобринский уезд, Гродненская губерния — 7 октября 1900, Женева) — офицер российской армии, инсургент, изобретатель прототипа современного фотоаппарата. В эмиграции был известен под именем Леон Варнерке (пол. Leon Warnerke).

## Ранние годы
В 1837 году у полковника Теофила Малаховского в его поместье Мацы под Кобрином родился сын Владислав. Поместье Мацы Стрыговской волости насчитывало примерно 300 жителей. Семья Малаховских владела порядка 415 десятинами земли. После домашнего обучения юноша получал знания в Свислочской гимназии. Когда ему исполнилось тринадцать, его отправили в Санкт-Петербург учиться в Институт инженеров путей сообщения (закрытое военно-учебное заведение, в которое принимали только детей потомственных дворян). После окончания курса в 1859 году третьим в списке в чине инженера-поручика он был направлен служить под Динабург (ныне Даугавпилс). Затем в Вильно работал на строительстве железной дороги Петербург-Варшава.

## Участие в восстании
В 1863 году вспыхнуло польское восстание и быстро охватило Беларусь и Литву. Владислав Малаховский стал его активным участником, ближайшим сподвижником одного из вождей левого крыла Кастуся Калиновского, с которым вместе учился в С.-Петербурге.
Виленский генерал-губернатор М. Н. Муравьёв принял все возможные меры для подавления восстания. В Вильно, где находилась резиденция генерал-губернатора, был к тому времени переведён служить Малаховский.

Сохранились письма Малаховского, в которых прослеживаются его радикальные революционные взгляды : 
«Пусть хотя бы один угнетатель крестьян захрипит на виселице перед прежними своими неграми за донос, за невыполнение приказа и долга, за неизгладимые и невознаградимые обиды, принесенные народу».
Летом 1863 года Малаховский отдал приказ казнить виленского предводителя дворянства Домейко. Покушение не удалось, но стало поводом для новых арестов среди тех, кто сочувствовал повстанцам. Против Малаховского прямых улик не было. В день покушения он находился во дворце генерал-губернатора и даже был ему представлен. Тем не менее, молодой инженер попал под подозрение. Генерал-губернатор М. Н. Муравьёв выдал ордер на его арест и назначил 10 тысяч рублей вознаграждения за его голову. Малаховский был заочно приговорён к смертной казни. В списке разыскиваемых значился как «Малаховский — Корпуса Путей Сообщения поручик».
В начале августа подпольный комитет поручил ему наладить связи с «Землёй и Волей». Задание он выполнил.
В 1863 году Малаховский перебрался за границу — в Кёнигсберг, где занимался закупкой и доставкой оружия для повстанцев Калиновского. Участвовал в издании газеты «Głos z Litwy» («Голос из Литвы», 1864). Около 1870 года с фальшивым паспортом на имя Леона Варнерке он поселился с женой и дочерью в Лондоне.

## Изобретатель и фотограф
В 70-х гг. XIX века в лондонском квартале Чемпион Хилл на первом этаже виллы «Сильверхоу» располагалась фирма «Варнерке и Ко» (название виллы владелец сделал светящимися красками, что привлекало внимание прохожих в вечернее время суток). На фирме изготавливали обычные фотоматериалы и принадлежности. Также Л. Варнерке начал энергично заниматься научной работой и проектными исследованиями в области фотографии. Проживая в Лондоне, он имел возможность познакомиться с достижениями в области цветной фотографии братьев Люмьер и Габриэля Липпмана.
Леон Варнерке придумал, как создать для фотопластинок сухой коллодионный светочувствительный слой, что впоследствии позволило отказаться от мокрых коллодионных пластинок, требующих полива непосредственно перед съёмкой. Таким образом, изобретение позволило полностью разделить съёмку и обработку фотоматериала, а кроме того резко снизить его вес. Варнерке принадлежит ещё одна идея, изменившая всю технологию фотографии — рулонный светочувствительный материал.

В 1875 году Леон Варнерке создал и выпустил на рынок фотоаппарат, который в основных чертах стал прямым предшественником современных любительских камер. Фирма Варнерке изготавливала фотоаппараты, кассеты которых заряжались рулоном светочувствительной бумаги с переносимым сухим коллодионным слоем на сто снимков. В 1881 году светочувствительность фотобумаги была увеличена заменой сухого коллодионного слоя желатиносеребряной эмульсией с бромидом серебра. 
Л. Варнерке охарактеризовал свое изобретение следующим образом: «Фотография становится доступною отныне ученым путешественникам и артистам и вообще всем, желающим пользоваться ее услугами, даже без предварительного знания фотографических манипуляций или надобности производить их лично. Путешественник, естествоиспытатель, офицер в военной рекогносцировке, метеоролог, живописец, механик, техник и т. д. снабженный аппаратом с кассетою, должны только знать, как получить изображение на матовом стекле, что столько же легко, как употребление бинокля в театре. Затем, вставив кассету на место матового стекла, остается только отворить крышку объектива на время, указанное более или менее точно при высылке аппарата; вот и вся работа, которая может назваться фотографическою. Негативная ткань, содержащая полученное таким образом невидимое изображение, может быть передана потом или переслана, для проявления, более знакомому с тайнами фотографического искусства».
Камеры и светочувствительный фотоматериал его фирмы стоили недешево, фирма приносила владельцу солидный доход. В связи с продвижением своего товара, Варнерке постоянно находился в разъездах — Париж, Брюссель, Берлин, Москва, Петербург. Изобретения Варнерке широко применялись на практике известной фирмой «Кодак».
В Петербурге, на Вознесенском проспекте (ныне проспект Майорова), в доме 31 размещалась Фотографическая лаборатория «Варнерке и Ко», удостоенная серебряной медали на Всероссийской выставке 1882 года в Москве.
28 января 1878 года Л. В. Варнерке выступил с докладом на заседании Русского технического общества. Варнерка Лев Викентьевич числился среди членов-учредителей V (фотографического) отделения Императорского русского технического общества, наряду с Д. И. Менделеевым. Сохранилась его фотография с дарственной надписью на русском языке: «С выражением глубокого уважения к Д. И. Менделееву. Л. Варнерке. 2 марта 1878, С. Петербург», а также его письма, адресованные Менделееву.
В 1880 году он изобрёл «сенситометр Варнерке» — приспособление для измерения светочувствительности фотоматериалов. В 1881 году разработал другую модель камеры для фотоплёнки на 40 негативов.
Известен Варнерке и по обвинению в изготовлении фальшивых российских рублей. В одном из филиалов лаборатории Леона Варнерке были обнаружены фальшивые деньги. Суд не смог доказать причастность Владислава Малаховского к печатанию фальшивок. Однако 7 октября 1900 года Владислав Малаховский покончил с собой: застрелился в одном из отелей Женевы.
Коллекции и инструменты Варнерке, которые после его смерти принадлежали дочери, сгорели в Лондоне во время Второй мировой войны при бомбардировках люфтваффе.
Долгое время Варнерке воспринимали как русского либо венгерского фотографа. Истинная идентичность Малаховского с Варнерке была определена известным фотохимиком Витольдом Ромером.

## Документалистика
- Документальный фильм из цикла «Первые в мире». ООО «Голд Медиум» по заказу ВГТРК. 2019 г (24 августа 2019). Фотоплёнка Малаховского.  13 мин. Россия-Культура. {{cite episode}}: |series= пропущен или пуст (справка)